# Loofreuzenboktor
De loofreuzenboktor (Aegosoma scabricorne) is een keversoort uit de familie van de boktorren (Cerambycidae). De wetenschappelijke naam van de soort werd voor het eerst geldig gepubliceerd in 1763 door Scopoli.